# 柏原南口駅
柏原南口駅（かしわらみなみぐちえき）は、大阪府柏原市上市にある、近畿日本鉄道（近鉄）道明寺線の駅。駅番号はN16。
同線唯一の中間駅である。

## 歴史
- 1911年（明治44年）11月12日：河南鉄道の大和橋駅（やまとばしえき）として、柏原 - 道明寺間に開業。現在地からは600mほど道明寺寄りの大和川の対岸にあった。[※真偽不明]
- 1919年（大正8年）3月8日：河南鉄道が大阪鉄道に社名変更。
- 1924年（大正13年）6月1日：路線の電化と同時に現在地に移転、駅名を柏原南口駅（かしわらみなみぐちえき）に改称[1]。
  - 大和橋駅を廃止、当駅を新設したとする文献もある[2]。
- 1943年（昭和18年）2月1日：関西急行鉄道が大阪鉄道を合併、同社道明寺線の駅となる[2]。
- 1944年（昭和19年）6月1日：戦時統合により関西急行鉄道が南海鉄道（現在の南海電気鉄道の前身。後に再独立）と合併、近畿日本鉄道道明寺線の駅となる[2]。
- 2007年（平成19年）4月1日：PiTaPa使用開始[3]。
- 2013年（平成25年）12月21日：終日無人駅化。

## 駅構造
柏原駅に向かって右側に単式ホーム1面1線を持つ駅で、柏原行きと道明寺行きが同一ホームに発着する。ホーム有効長は2両分。後方確認用のミラーが設置されている。トイレはかつて改札下の階段途中にあったが、現在は閉鎖・解体された。階段は国道25号線へ伸びている。
藤井寺駅管理の無人駅で、自動改札機は導入されておらず、PiTaPa・ICOCAは専用の簡易改札機による対応となっているが、各種交通系ICカードに対応する自動精算機が設置されているためICカードへのチャージは可能である。構内放送は簡易型の自動放送が設置されている。
大阪線安堂駅とは徒歩連絡でき、定期乗車券に限り営業キロは通算される。

## 利用状況
近年における1日乗降人員の調査結果は以下の通り｡
- 2023年11月7日：837人
- 2022年11月8日：777人
- 2021年11月9日：757人
- 2018年11月13日：971人
- 2015年11月10日：735人
- 2012年11月13日：564人
- 2010年11月9日：792人
- 2008年11月18日：1,063人
- 2005年11月8日：788人

## 駅周辺
- 近鉄大阪線安堂駅 - 約400メートル
- 柏原市役所
- 柏原市民会館 (リビエールホール)
- 柏原警察署
- 大和川
- 新大和橋
- ニプロファーマ志紀工場

## 登場作品
- 文子と早春の煙
- 小松未歩 - 「涙キラリ飛ばせ」ミュージック・ビデオ
- パナソニック サイクルテック - 車種紹介の目次となるflash内の「小径車」の背景画像は、当駅前の踏切で撮影されている。[要出典]

## 隣の駅
近畿日本鉄道
N 道明寺線
道明寺駅 (N15) - 柏原南口駅 (N16) - 柏原駅 (N17)